# Gustaf Lundberg
Gustaf Lundberg (Stockholm, 1695. augusztus 17. – Stockholm, 1786. március 18.) svéd festő.
Lundberg kezdetben David von Krafft tanítványa volt, majd a párizsi akadémián tanult. Művészetének fejlődésére nagy hatással volt Rosalba Carriera, akitől a pasztellfestészetet tanult.
Lundberg műfajában korának egyik legjobbja volt. Beválasztották a francia művészeti akadémia tagjai közé. François Boucher-ről és Charles-Joseph Natoire-ról készült portréja a Louvre-ban függ. 1745-ben visszatért Svédországba, ahol udvari festői állást és megrendeléseket is kapott.
Széles, erős, mégis elegáns ecsetvonásokkal vitte fel a színeket vásznaira. Stílusa meghatározó volt a svéd portréművészet fejlődésére. Képei megtalálhatóak a svéd Nemzeti Múzeumban, a Művészeti Akadémián és sok magánpalotában, régi uradalomban.

## Galéria

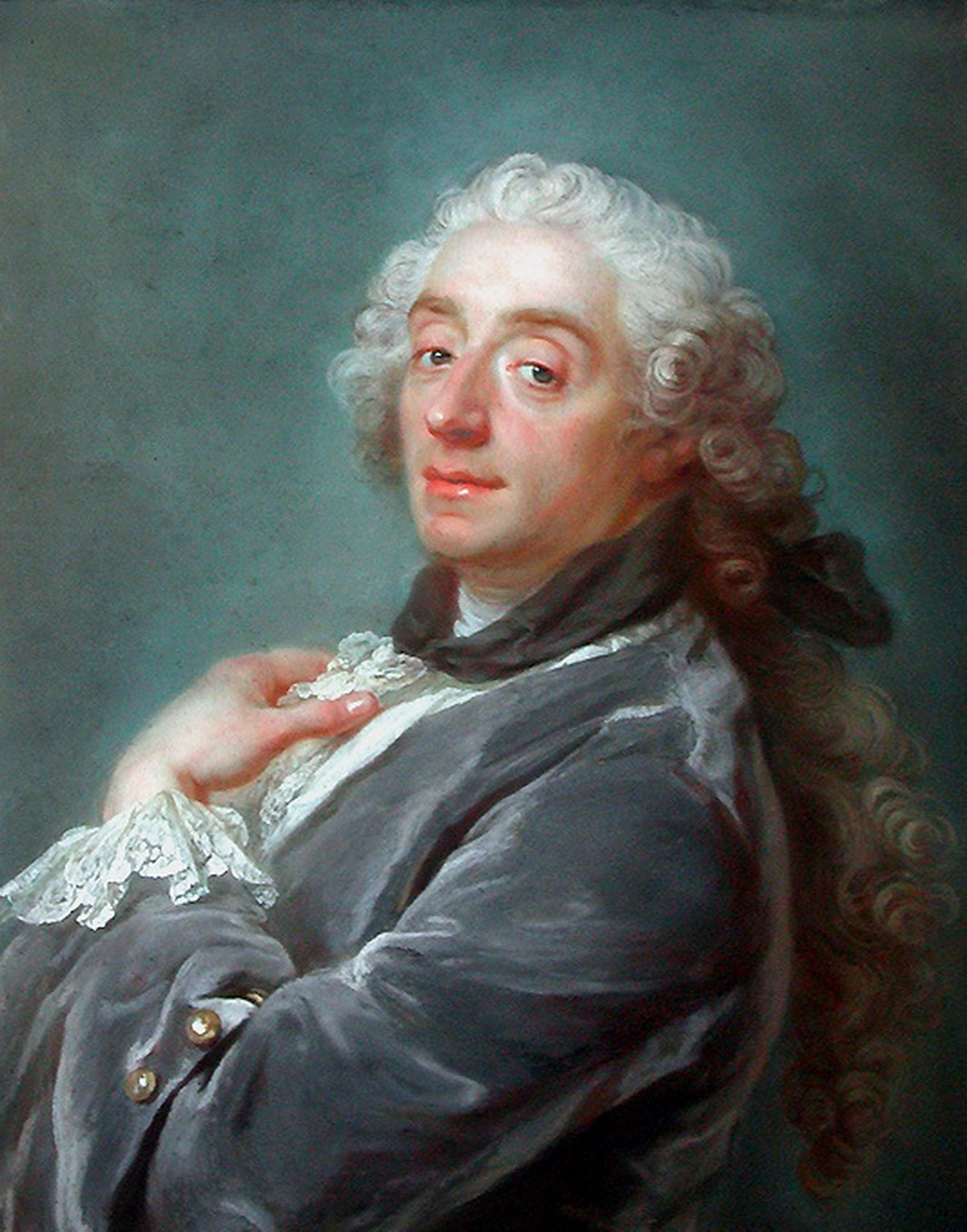
François Boucher
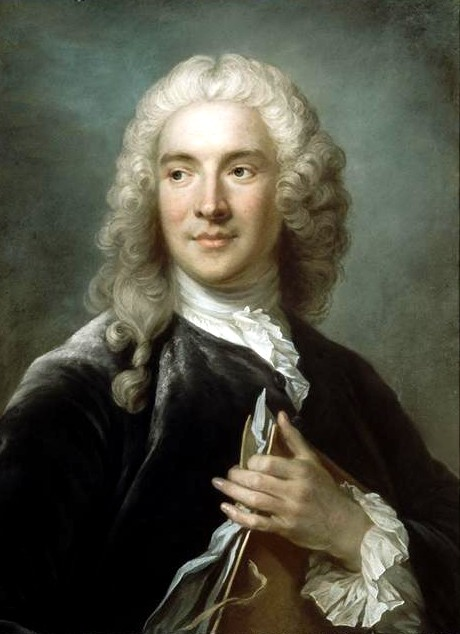
Charles-Joseph Natoire
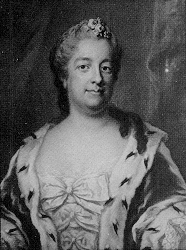
Eva de la Gardie
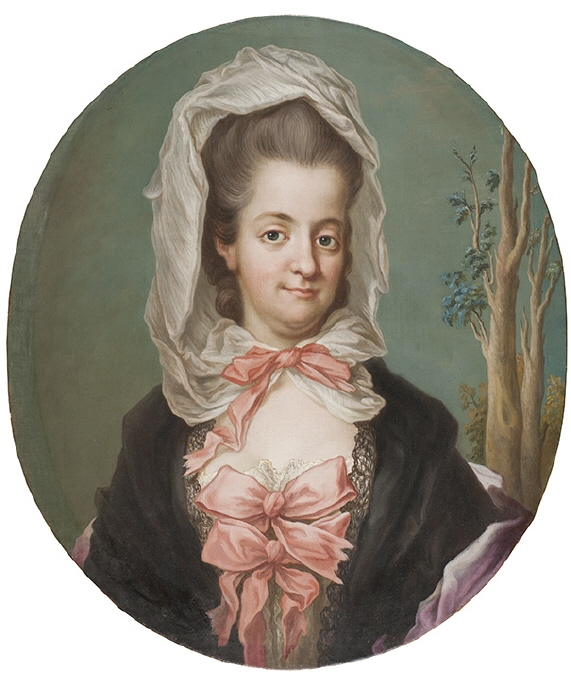
Sofia Albertina svéd hercegnő - Jakob Björk (1727-1793) másolata Lundberg eredeti képéről